# Nesogenes orerensis
Nesogenes orerensis là loài thực vật có hoa thuộc họ Cỏ chổi. Loài này được (Cordem.) Marais mô tả khoa học đầu tiên năm 1979.